# 米施泰尔的本笃会圣约翰女修道院
米施泰尔的本笃会圣约翰女修道院（Benediktinerinnenkloster St. Johann）为瑞士的一处世界文化遗产，位于东部格劳宾登州的小村庄瓦爾米施泰爾。修道院建于780年查理曼时期，拥有保存完好的具有卡洛林艺术风格的壁画和建筑。1983年被列为世界遗产。

## 圖冊

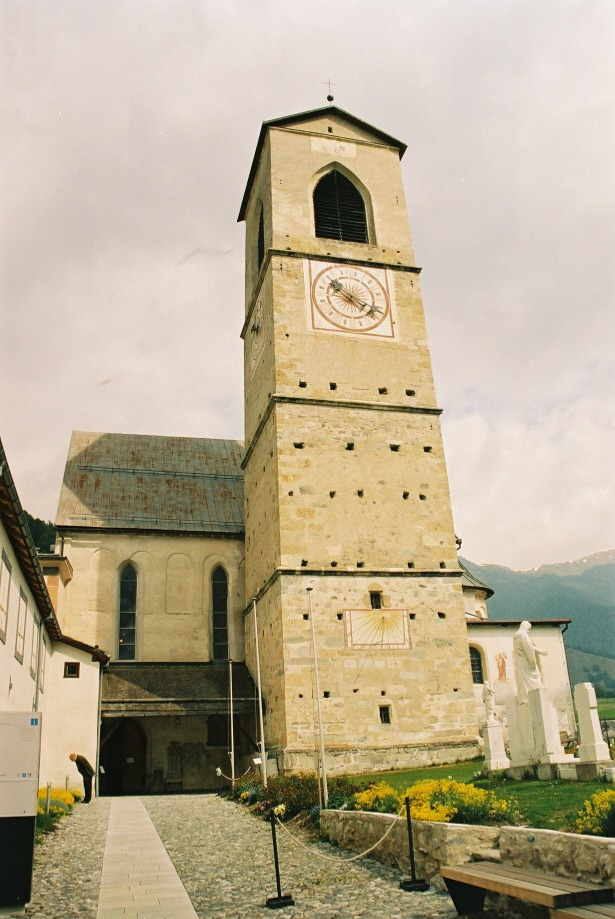
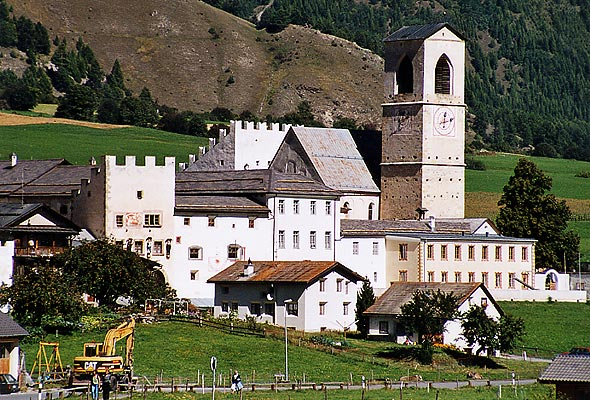
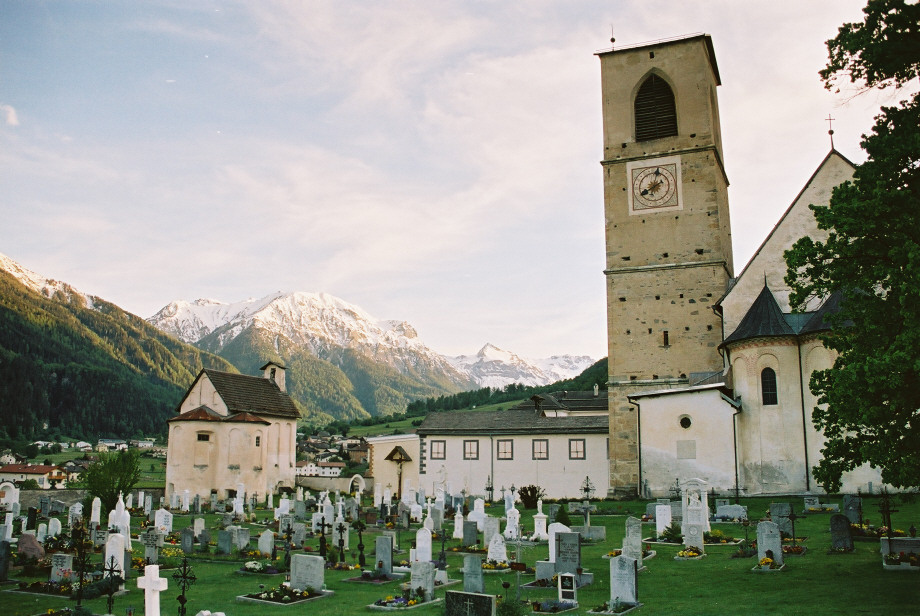
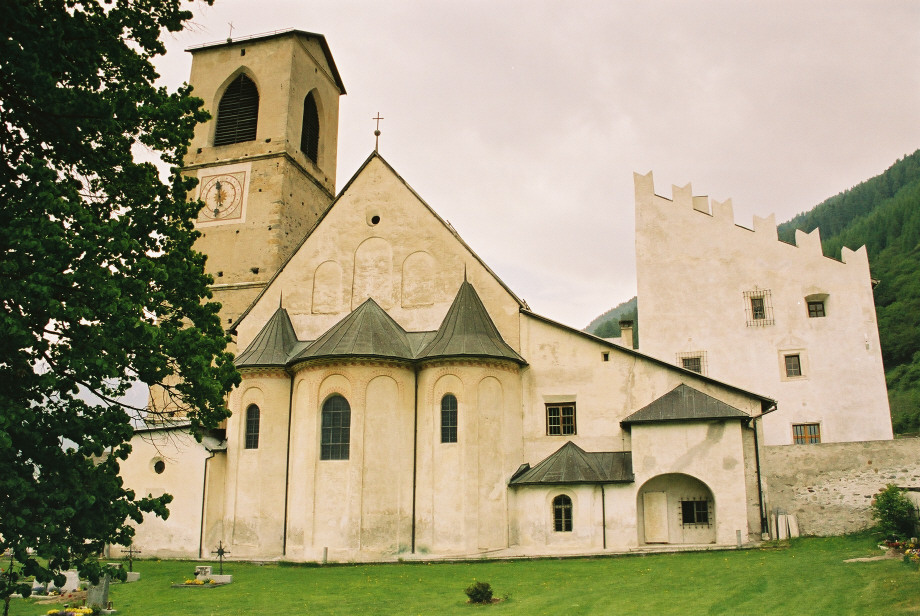
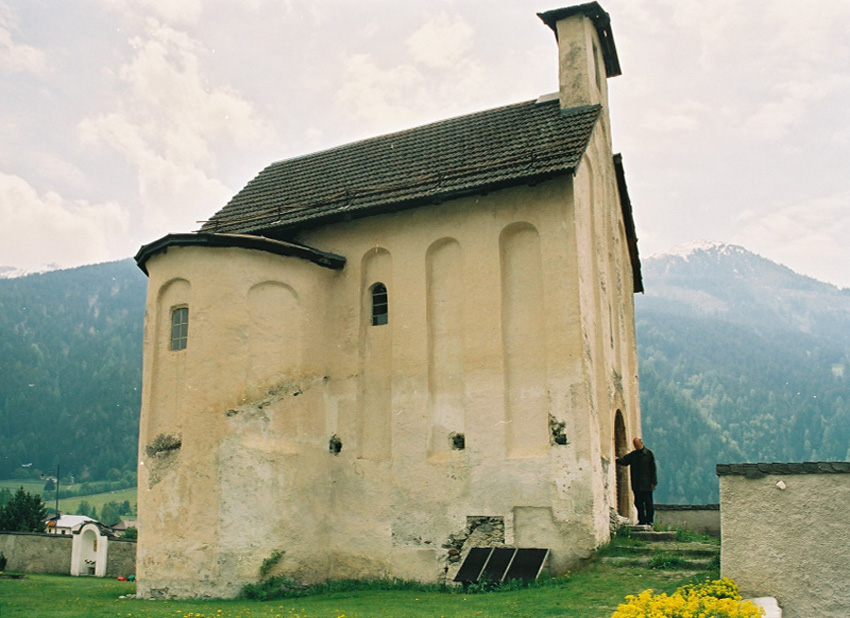
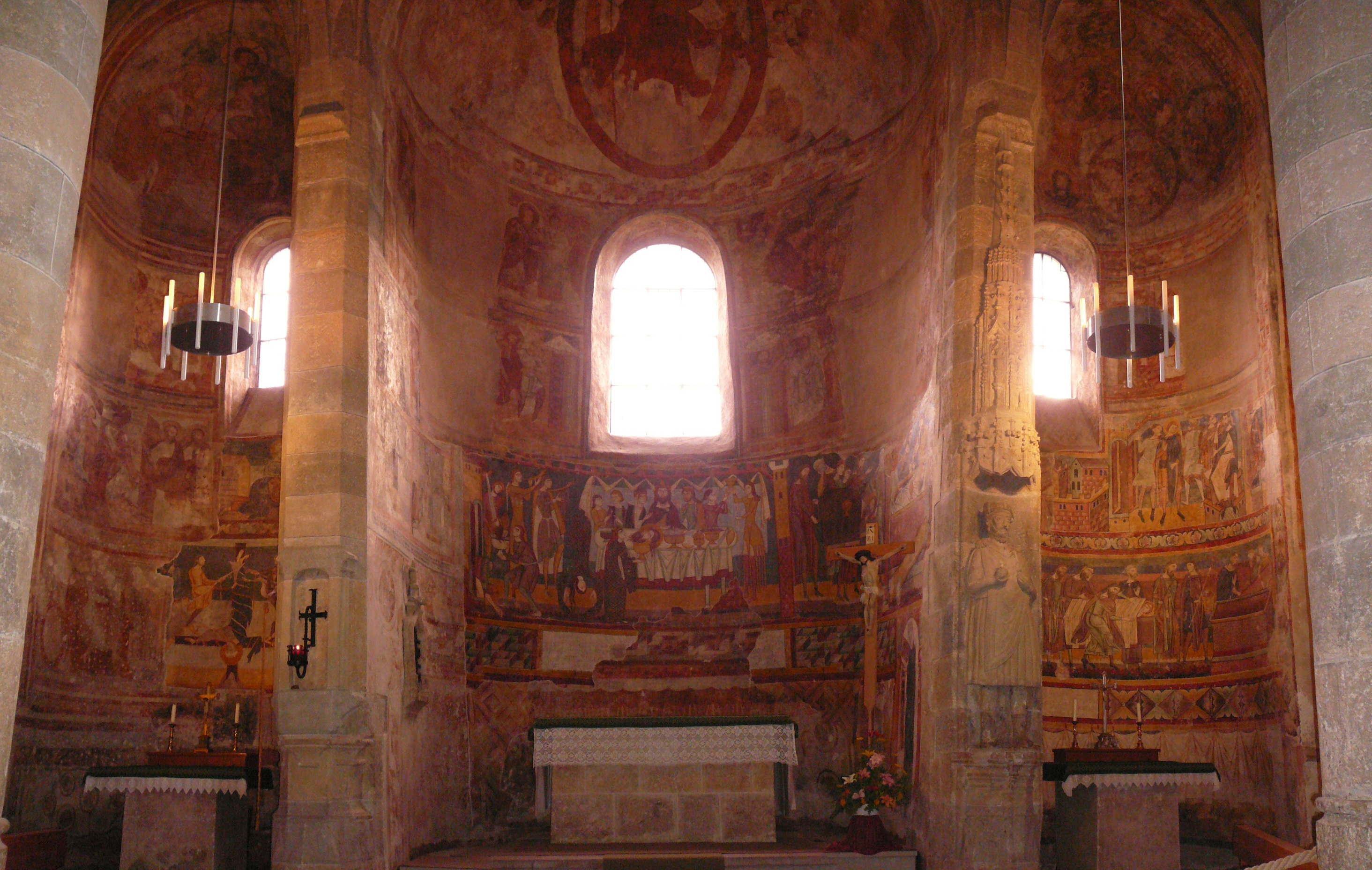
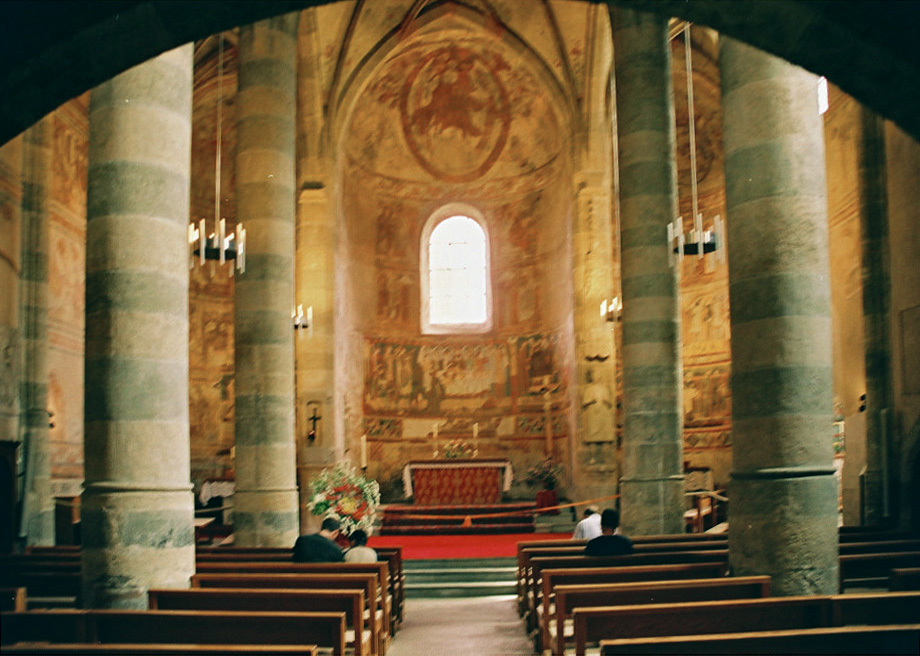
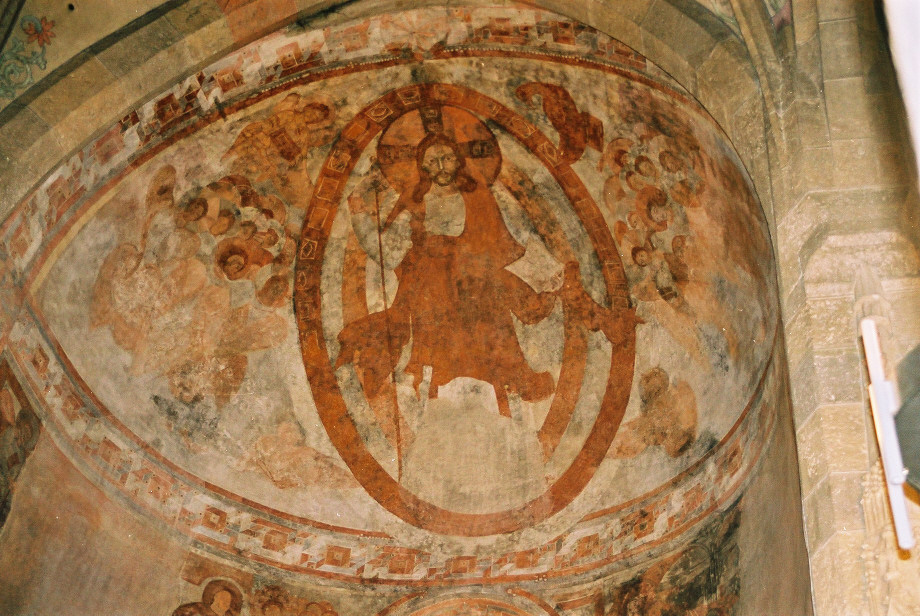
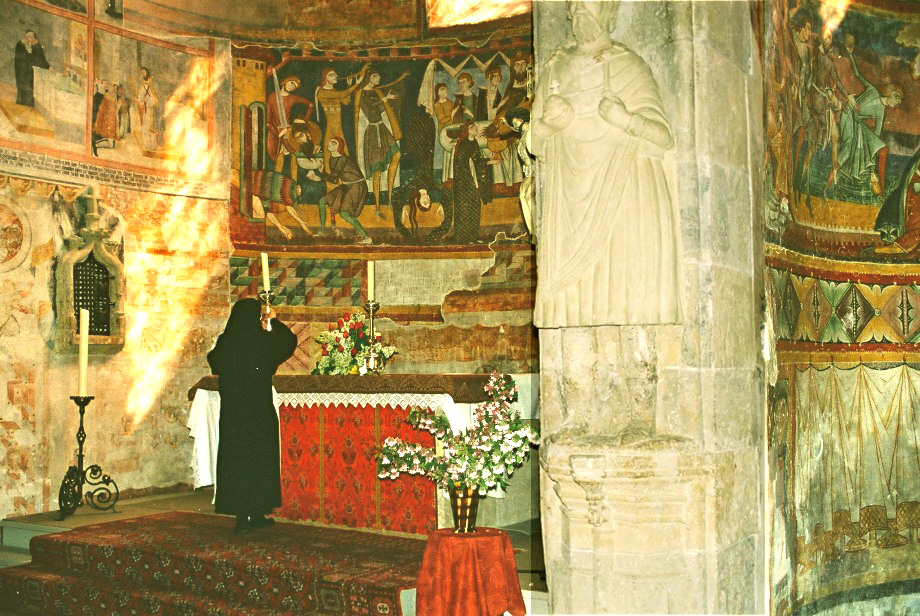
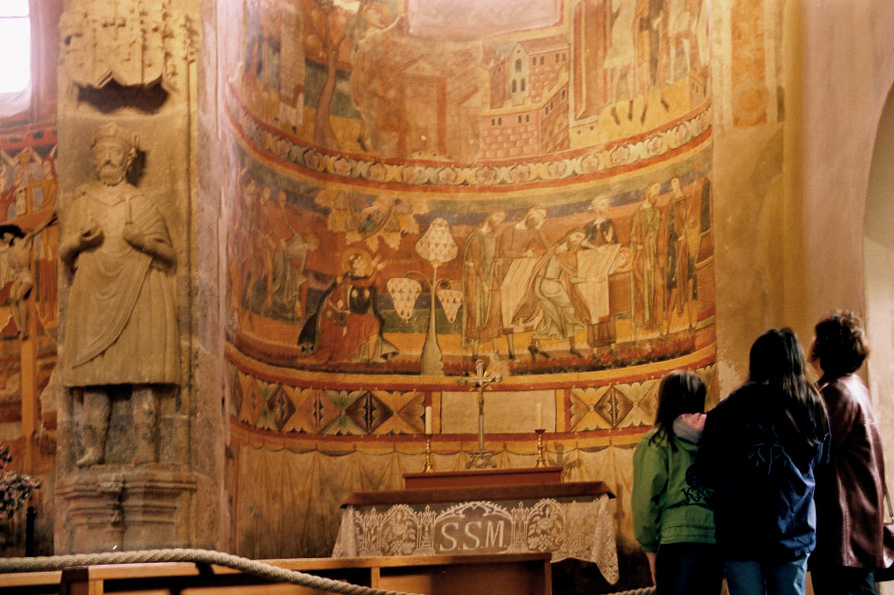
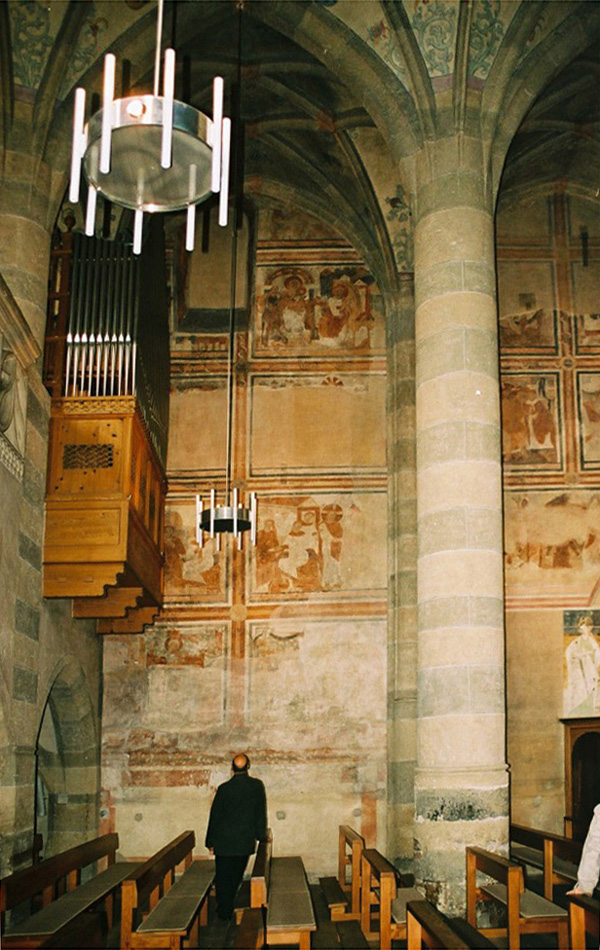
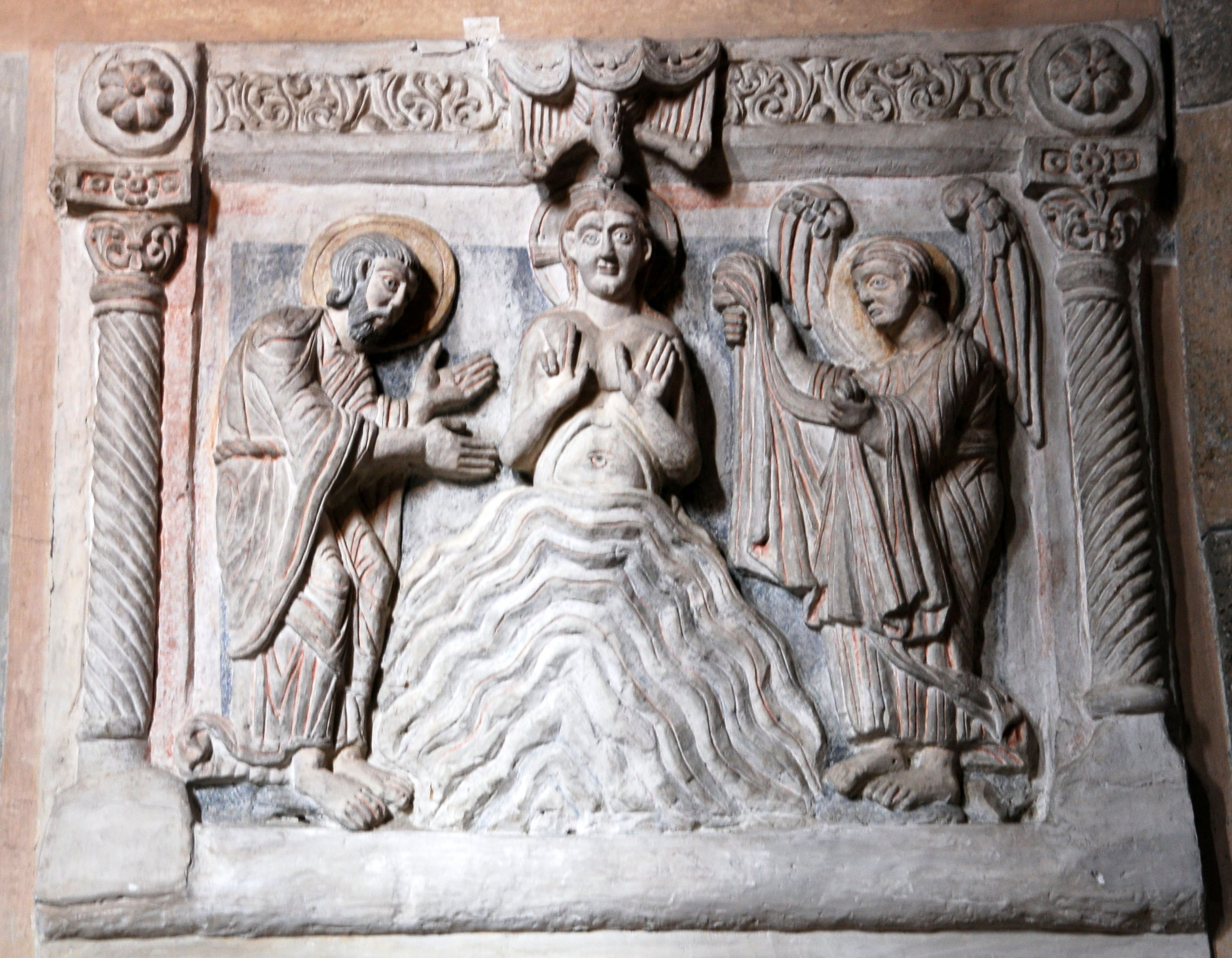